# Réquiem Polaco

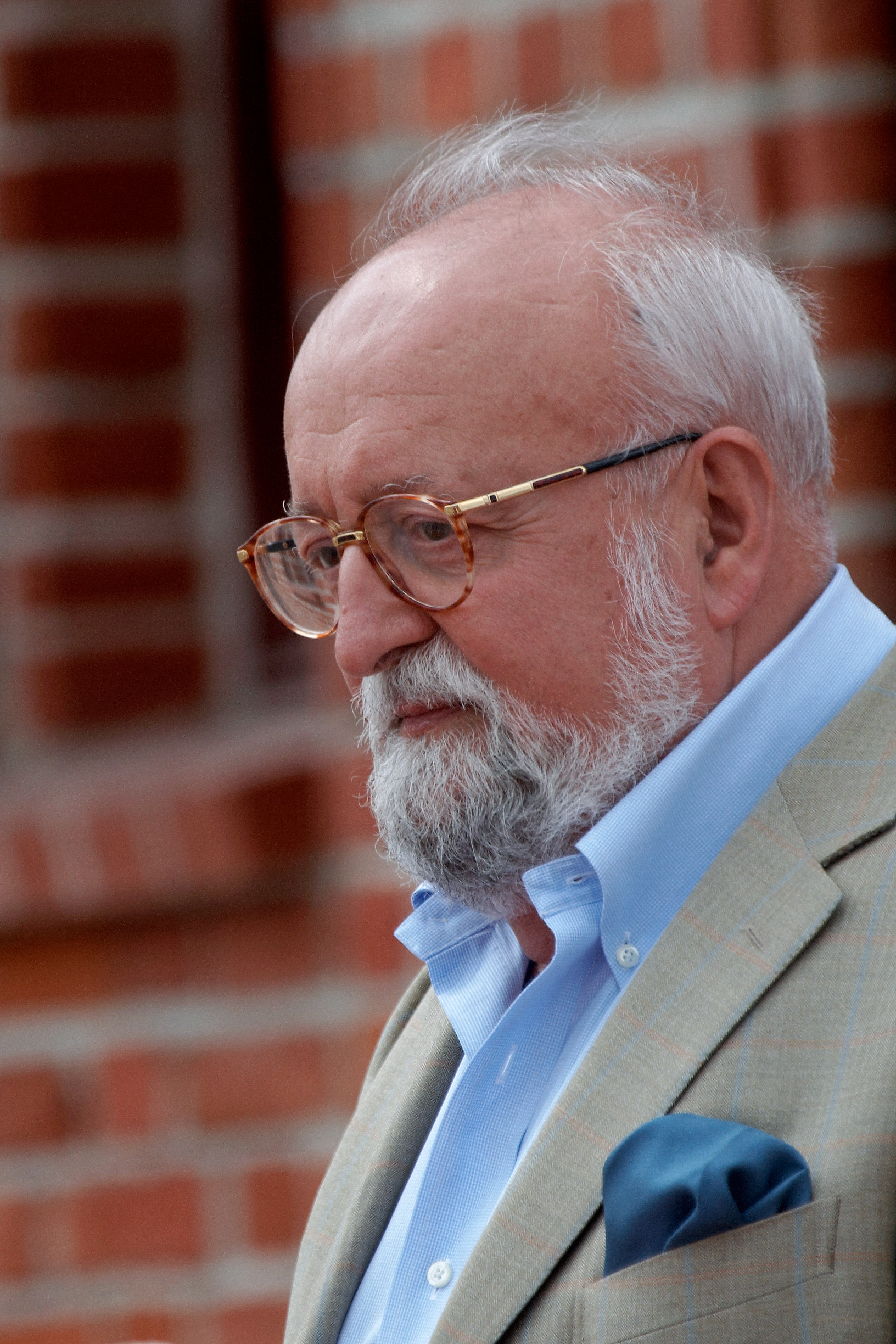
Krzysztof Penderecki

El Réquiem Polaco (polaco: Polskie Réquiem) es una obra musical escrita por Krzysztof Penderecki entre 1980 y 1984, y revisada en 1993.
En 1980, Penderecki fue comisionado por Solidarność para componer una obra para acompañar el desvelo de una estatua en los astilleros de Gdansk para conmemorar a aquellos que fueron asesinados en los conflictos contra el gobierno en 1970. Penderecki respondió con el Lacrimosa, que posteriormente ampliaría en este réquiem, escribiendo otras partes en honor de diferentes hechos patrióticos. Se convertiría en una de las obras más conocidas de este último periodo.
Una primera versión de este réquiem fue estrenada el 28 de septiembre de 1984 por la Orquesta Sinfónica de la Radio de Stuttgart bajo la dirección de Mstislav Rostropovitch. La grabación definitiva fue realizada por el compositor el 11 de noviembre de 1993 en Estocolmo.
La partitura está compuesta de dieciséis movimientos y dura un poco más de 90 minutos. Está escrita para cuatro solistas, coro mixto y gran orquesta sinfónica. El texto está en latín, más un himno tradicional polaco, Swiety Boze.
- Introitus
- Kyrie
- Dies irae
- Tuba mirum
- Mors stupedit
- Quid sum miser
- Rex tremendae
- Recordare Jesu pie
- Ingemisco tanquam reus
- Lacrimosa
- Sanctus
- Agnus Dei
- Lux aeterna
- Libera me, Domine
- Swiety Boze
- Libera animas

- Datos: Q1188487